# Dacryodes negrensis
Dacryodes negrensis là một loài thực vật có hoa trong họ Burseraceae. Loài này được Daly & M.C.Martínez mô tả khoa học đầu tiên năm 2002.